# Martinswand
La Martinswand est une formation rocheuse du massif des Vosges située à proximité du Hohneck, dans le département français du Haut-Rhin.
C'est l'un des principaux sites d'escalade du massif.

## Escalade

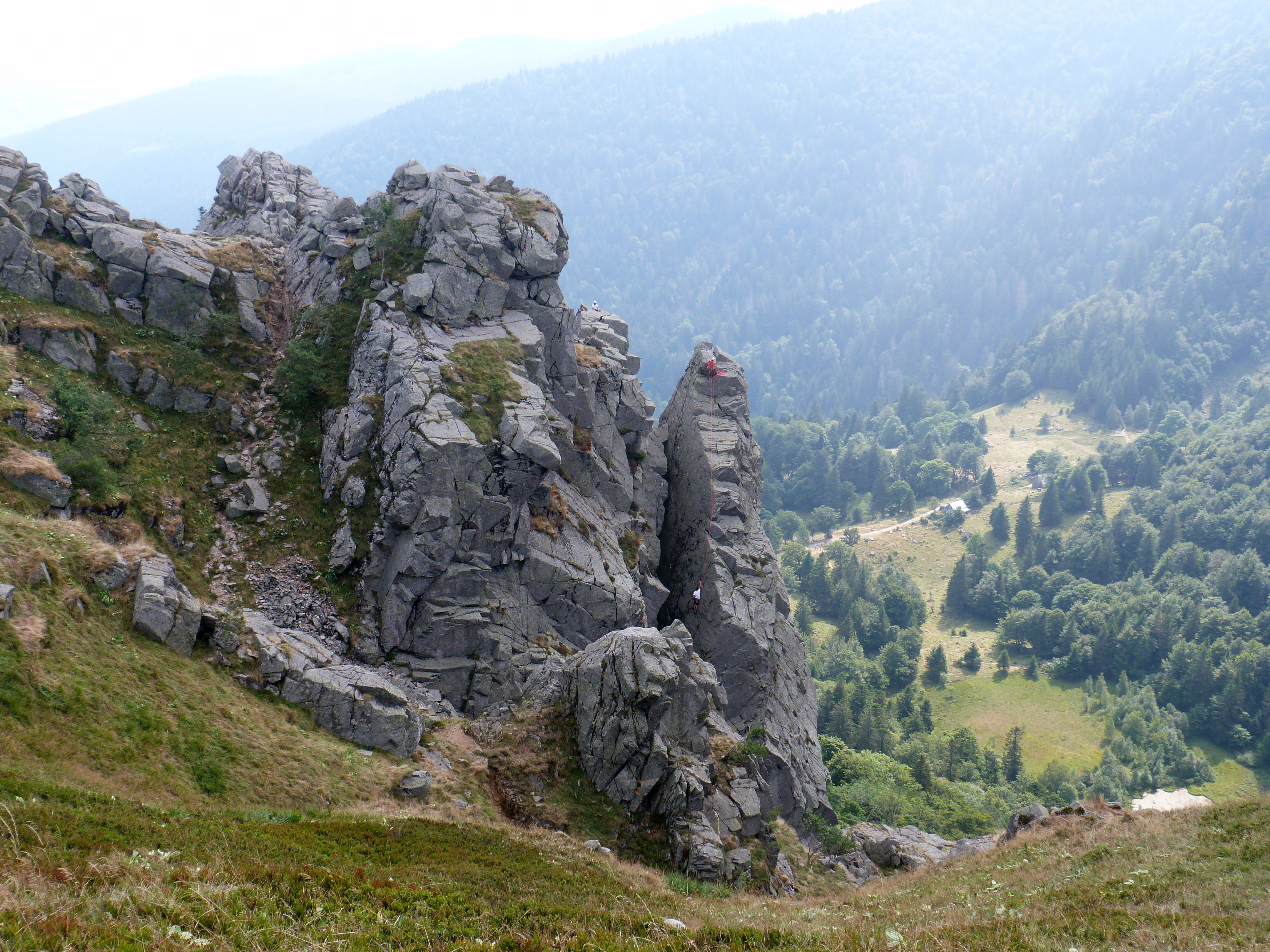
Escalade à la Martinswand dans le secteur du Petit Cervin.

La Martinswand est un site d'escalade en terrain d'aventure divisé en plusieurs secteurs (Petit Cervin, Secteur Martinswand, Strassburgerwand, Petites voies et Voies de sortie). Il offre près de 80 voies dont les premières ont été ouvertes à la fin du xixe siècle.